# Liste des évêques et archevêques de Santa Fe
Cette page présente la liste des évêques et archevêques de Santa Fe
Le diocèse de Santa Fe est créé le 23 juillet 1850. Il est érigé en archidiocèse de Santa Fe (Archidioecesis Sanctae Fidei in America Septentrionali) le 12 février 1875.

## Sont évêques
- 29 juillet 1853-12 février 1875 : Jean-Baptiste Lamy

## Puis sont archevêques
- 12 février 1875-18 août 1885 : Jean-Baptiste Lamy, promu archevêque.
- 18 août 1885-7 janvier 1894 : Jean-Baptiste Salpointe (en)
- 7 janvier 1894-1er décembre 1897 : Placide-Louis Chapelle
- 7 janvier 1899-† 17 mai 1908 : Peter Bourgade (en)
- 3 janvier 1909-29 juillet 1918 : Jean-Baptiste Pitaval
- 10 mars 1919-† 2 décembre 1932 : Albert Daeger (Anthony Thomas Daeger)
- 2 juin 1933-† 2 mars 1943 : Rudolph Gerken (Rudolph Aloysius Gerken)
- 12 juin 1943-† 26 juillet 1963 : Edwin Byrne (en) (Edwin Vincent Byrne)
- 3 janvier 1964-1er juin 1974 : James Davis (James Peter Davis)
- 1er juin 1974-6 avril 1993 : Robert Sanchez (Robert Fortune Sanchez)
- 17 août 1993[1]-27 avril 2015[2] : Michaël Sheehan (Michaël Jarboe Sheehan)

### XXesiècle
| Portrait | Armoiries | Épiscopat   | Titulaire                | Notes                   |
| -------- | --------- | ----------- | ------------------------ | ----------------------- |
|          |           | 1180 à 1212 | John Charles Wester (en) | depuis le 27 avril 2015 |

## Source
- (en) Fiche de l'archidiocèse sur Catholic-Hierarchy